# Bérénice Bejo
Pour les articles homonymes, voir Bejo.
Bérénice Bejo, née Berenice Consuelo Bejo le 7 juillet 1976 à Buenos Aires (Argentine), est une actrice franco-argentine.
En 2012, pour The Artist, elle reçoit le César de la meilleure actrice et concourt à l'Oscar de la meilleure actrice dans un second rôle. Elle reçoit pour Le Passé le prix d'interprétation féminine du Festival de Cannes en 2013.

## Biographie

### Jeunesse et formation
Dès l'âge de trois ans, Bérénice Bejo quitte, avec ses parents, l'Argentine en pleine dictature militaire pour aller vivre en France. Très tôt, son père  Miguel Bejo (es), réalisateur argentin issu d'une famille de musiciens, la plonge dans la culture cinématographique et l'inscrit aux cours de l'école de théâtre Les Enfants Terribles. De cette période, elle déclare « Quand j'étais petite, on regardait un film en famille chaque samedi. Mon père devait avoir 3 000 cassettes vidéo. » Elle est particulièrement marquée par Singin' in the Rain : « Les chants, les danses, l'émotion, je trouvais ça incroyable. Le film The Artist a été pour moi le plus beau cadeau de ma vie, car j'avais l'impression d'être dans Singin' in the Rain ». Elle vit alors près de Rambouillet et fréquente le même collège que Thierry Henry. Elle passe le baccalauréat C option facultative de théâtre au lycée Louis-Bascan.
Elle effectue ses premières apparitions à l'écran dans les courts métrages Pain perdu en 1993, Enceinte ou lesbienne pour L'amour est à réinventer en 1996, et interprète le personnage de Karine dans Les Sœurs Hamlet en 1998.

### Débuts (années 2000)

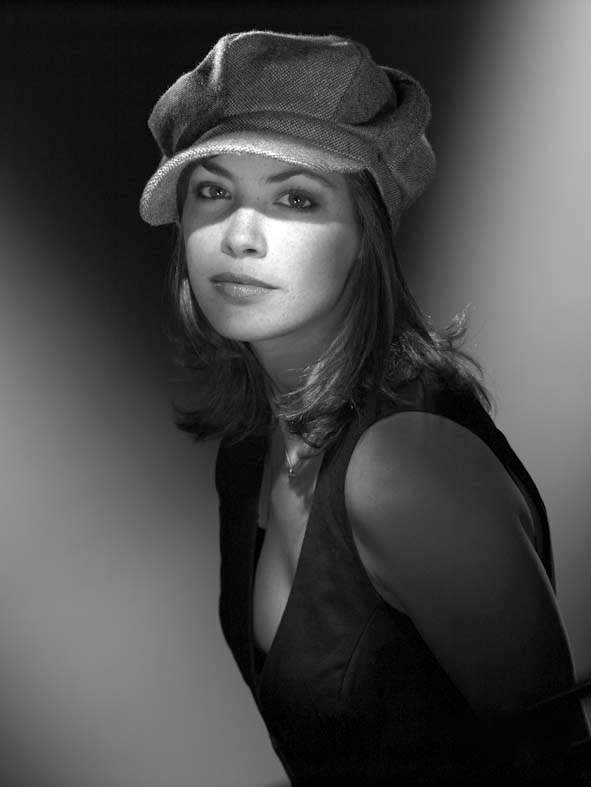
Bérénice Bejo par le Studio Harcourt en 2007.

En 2000, elle poursuit sa carrière grâce à des petits rôles dans La Captive et Passionnément. Elle obtient enfin un premier rôle grâce à Meilleur Espoir féminin, sous la direction de Gérard Jugnot. Sa prestation d'apprentie comédienne lui vaut d'être nommée au César du meilleur espoir féminin.
En 2001, Bérénice Bejo décroche le rôle de Christiana dans la production hollywoodienne Chevalier de Brian Helgeland, incarnant la confidente de Shannyn Sossamon à l'écran.
En 2002, elle tourne en France aux côtés de Marie-France Pisier et Guillaume Depardieu dans Comme un avion.
En 2003, Bérénice Bejo est à l'affiche de Vingt-quatre Heures de la vie d'une femme de Laurent Bouhnik, où elle interprète Olivia, une jeune fille déroutante, qui séduit Michel Serrault par sa beauté et sa vitalité.
Tournant à deux reprises sous la direction de Steve Suissa, elle séduit tour à tour Stéphane Freiss et Titoff, respectivement dans Le Grand Rôle (2004), une comédie sur le monde des acteurs, et Cavalcade (2005), un drame abordant le thème du handicap.
En 2006, elle effectue un retour en force en s'illustrant aux côtés de l'agent OSS 117, alias Jean Dujardin, dans OSS 117 : Le Caire, nid d'espions réalisé par Michel Hazanavicius. Il s'agit de la première collaboration du trio.
En 2007, elle fait une apparition dans le court métrage La Pomme d'Adam de Jérôme Genevray, avant d'incarner de petits rôles dans La Maison de Manuel Poirier et 13 m² de Barthélemy Grossmann.
En 2008, elle apparaît dans la distribution de deux comédies romantiques : Modern Love de Stéphane Kazandjian et Bouquet final de Michel Delgado. La même année, elle met au monde son premier enfant, fruit de sa relation avec le réalisateur Michel Hazanavicius.
En 2009, elle participe au documentaire de Serge Bromberg, L'Enfer d'Henri-Georges Clouzot. Le documentaire reconstruit le film L'Enfer tourné en 1964 par Clouzot est resté inachevé, en alternant images réelles et scènes de lecture entre Jacques Gamblin et Bérénice Bejo.

### Consécration avecThe Artist(depuis 2012)

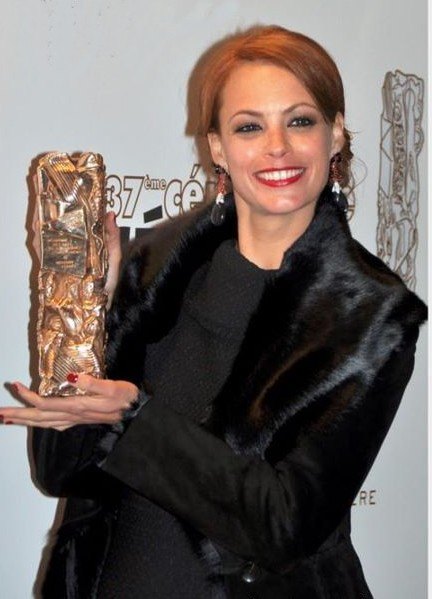
Bérénice Bejo remporte le César de la meilleure actrice à la des César en 2012.

En 2011, elle joue dans La Traque d'Antoine Blossier aux côtés de Grégoire Colin.
Elle retrouve Jean Dujardin dans le film muet et en noir et blanc The Artist, réalisé par son compagnon, Michel Hazanavicius, qui ressuscite, entre pastiche et célébration, l'âge d'or du cinéma classique hollywoodien. Elle y interprète le rôle de Peppy Miller, jeune étoile du cinéma parlant, amoureuse de la star déchue du muet George Valentin. Le film connaît un grand succès critique et public (près de trois millions d'entrées) et est sélectionné au Festival de Cannes 2011. Il connaît également une brillante carrière à l'étranger et notamment aux États-Unis.
Nommé, en janvier 2012, dans six catégories des Golden Globes, le long métrage gagne trois récompenses : meilleure comédie, meilleur acteur dans une comédie et meilleure musique originale (Ludovic Bource). Cité peu après douze fois aux BAFTA du cinéma britannique, The Artist obtient sept trophées dont ceux du meilleur film, du meilleur réalisateur et du meilleur acteur.

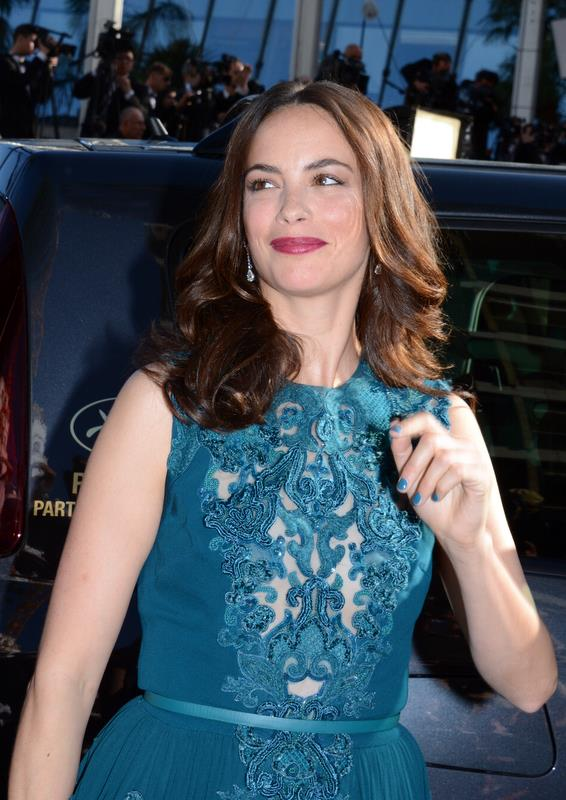
Bérénice Bejo au Festival de Cannes 2013 pour Le Passé.

En novembre 2011, elle rejoint la distribution du film Populaire de Régis Roinsard, aux côtés de Romain Duris et Déborah François.
Après ses nominations successives, comme meilleur rôle secondaire, aux Golden Globes et aux SAG Awards puis comme meilleure actrice aux BAFTA, elle apprend, le 24 janvier 2012, qu'elle est également nommée aux Oscars en tant que meilleure actrice dans un second rôle pour The Artist.
Un mois après, elle reçoit le César de la meilleure actrice pour The Artist. Au total, le film obtient six récompenses lors de la 37e cérémonie dont celles du meilleur film et du meilleur réalisateur. The Artist est ensuite couronné par cinq Oscars à Hollywood, dont ceux du meilleur film, du meilleur réalisateur et du meilleur acteur. Cette série de récompenses se poursuit, avec l'obtention du Prix Romy-Schneider en juin 2012.
Cette même année, elle est la maîtresse de cérémonie du Festival de Cannes 2012.
Elle participe, aux côtés d'Emir Kusturica, à l'adaptation du roman Au bonheur des ogres de Daniel Pennac, et est également la voix parlée française de la princesse Mérida, héroïne du film d'animation des studios Pixar : Rebelle.
En 2013, elle reçoit le Prix d’interprétation féminine au 66e Festival de Cannes pour son rôle de mère d'une famille recomposée en perte de repères dans Le Passé du cinéaste iranien Asghar Farhadi.
En 2020, elle fait partie du jury du 70e Festival de Berlin, présidé par Jeremy Irons ; puis elle est présidente du jury du Festival du film britannique de Dinard 2021.

### Vie publique
Proche des idées de gauche, elle a voté pour Benoît Hamon en 2017, puis pour Yannick Jadot en 2022.  Elle « se sent en phase » avec l’essayiste et député européen Raphaël Glucksmann.
L'actrice a soutenu en 2023 le mouvement contre le projet de réforme des retraites par un texte adressé au chef de l’État afin de demander le retrait immédiat du projet de réforme, considéré comme « injuste, inefficace, touchant plus durement les plus précaires et les femmes », en plus d'être rejeté « par l'immense majorité de la population, et même minoritaire à l'Assemblée nationale ».

### Vie privée

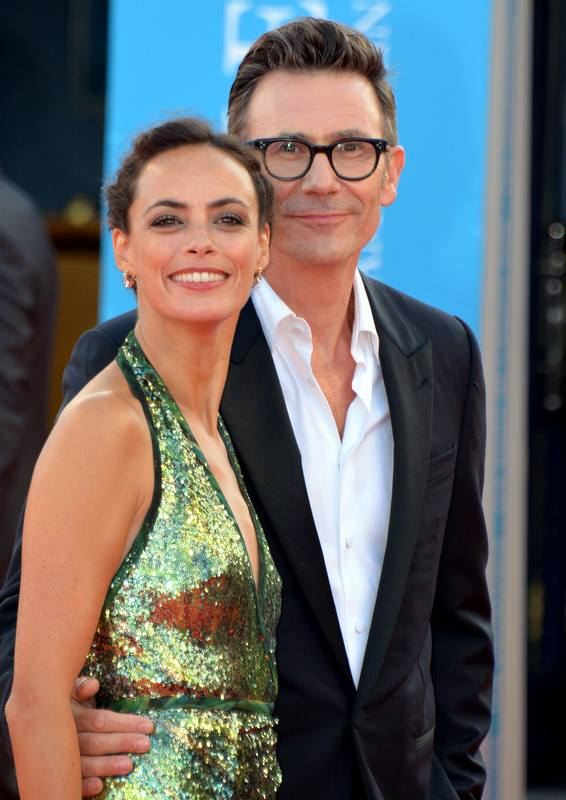
Bérénice Bejo au Festival de Deauville 2017 et son partenaire, le réalisateur Michel Hazanavicius.

Au début des années 2000, elle est en couple avec l'acteur néo-zélandais Martin Henderson.
Depuis le milieu des années 2000, elle partage sa vie avec le réalisateur français Michel Hazanavicius, avec qui elle a eu deux enfants, nés en juin 2008 et septembre 2011.
Elle a trois sœurs.

## Filmographie

### Cinéma

#### Longs métrages
- 1998 : Les Sœurs Hamlet de Abdelkrim Bahloul : Karine
- 1999 : Passionnément de Bruno Nuytten : Faustine adulte
- 2000 : Meilleur Espoir féminin de Gérard Jugnot : Laetitia Rance
- 2000 : La Captive de Chantal Akerman : Sarah
- 2001 : Chevalier (A Knight's Tale) de Brian Helgeland : Christiana
- 2002 : 24 heures de la vie d'une femme de Laurent Bouhnik : Olivia
- 2002 : Comme un avion de Marie-France Pisier : Lola
- 2003 : Dans le rouge du couchant d'Edgardo Cozarinsky : la fille sur le bateau
- 2003 : Sans elle (pt) (Sem ela) d'Anna da Palma : Fanfan
- 2004 : Dissonances de Jérôme Cornuau : Margo
- 2004 : Le Grand Rôle de Steve Suissa : Perla Kurtz
- 2005 : Cavalcade de Steve Suissa : Manon
- 2006 : OSS 117 : Le Caire, nid d'espions de Michel Hazanavicius : Larmina El Akmar Betouche
- 2007 : La Maison de Manuel Poirier : Cloé
- 2007 : 13 m² de Barthélemy Grossmann : Sophie
- 2008 : Modern Love de Stéphane Kazandjian : Elsa
- 2008 : Bouquet final de Michel Delgado : Claire
- 2011 : La Traque d'Antoine Blossier : Claire
- 2011 : The Artist de Michel Hazanavicius : Peppy Miller
- 2012 : Populaire de Régis Roinsard : Marie Taylor
- 2013 : Au bonheur des ogres de Nicolas Bary : Julia
- 2013 : Le Passé (گذشته, Gozashte) d'Asghar Farhadi : Marie
- 2014 : Le Dernier Diamant d'Éric Barbier : Julia
- 2014 : The Search de Michel Hazanavicius : Carole
- 2015 : L'Enfance d'un chef (The Childhood of a leader) de Brady Corbet : La mère
- 2016 : Éternité de Trần Anh Hùng : Gabrielle
- 2016 : L'Économie du couple de Joachim Lafosse : Marie Barrault
- 2016 : Fais de beaux rêves (Fai bei sogni) de Marco Bellocchio : Elisa
- 2017 : Le Redoutable de Michel Hazanavicius : Michèle Rosier
- 2017 : Tout là-haut de Serge Hazanavicius : Sandrine Lefranc
- 2017 : Trois Cimes (Drei Zinnen) de Jan Zabeil (pl) : Léa
- 2018 : La quietud de Pablo Trapero : Eugenia
- 2018 : L'Extraordinaire Voyage du fakir (The Extraordinary Journey of the Fakir) de Ken Scott : Nelly Marnay
- 2018 : Le Jeu de Fred Cavayé : Marie
- 2020 : Le Prince oublié de Michel Hazanavicius : la voisine / la femme à la porte
- 2020 : Le Bonheur des uns... de Daniel Cohen : Léa Monteil
- 2021 : Un dragon en forme de nuage (Il materiale emotivo) de Sergio Castellitto : Yolande
- 2021 : L'Homme de la cave de Philippe Le Guay : Hélène Sandberg
- 2021 : Chassez tous vos soucis (הסירו דאגה מלִבכם, Hasiru Daaga MeLevavhem) de Tom Shoval : Alma
- 2022 : Coupez ! de Michel Hazanavicius : Nadia
- 2022 : Le Colibri (Il colibrì) de Francesca Archibugi : Luisa Lattes
- 2023 : Hawaii de Mélissa Drigeard : Stéphanie
- 2023 : Sous le tapis de Camille Japy : Sylvie
- 2023 : La contadora de películas de Lone Scherfig : Maria Magnolia
- 2024 : HLM Pussy de Nora El Hourch : Chantal
- 2024 : Sous la Seine de Xavier Gens : Sophia
- 2024 : Another End de Piero Messina : Ebe
- 2024 : Mexico 86 de César Díaz : Maria

#### Courts métrages
- 1996 : Enceinte ou lesbienne de Françoise Decaux-Thomelet pour L'@mour est à réinventer : la fille
- 2002 : Une petite fée de Jérôme Genevray : la jeune femme enceinte
- 2003 : Jeux de plage de David D'Aquaro : Marthe
- 2004 : Sans douleur d'Éric Paccoud
- 2004 : Ciao bambino de Pascal Chauveau : Liccia
- 2007 : La Pomme d'Adam de Jérôme Genevray : la jeune femme dans le métro
- 2007 : Un homme peut en cacher un autre de Thomas Rio : Inès/Adèle
- 2008 : Le courrier du parc de Agnés Caffin : la jeune femme
- 2011 : Black Oui-oui de George Abitbol : Melinda
- 2012 : Aujourd'hui de Nicolas Saada

### Documentaire
- 2009 : L'Enfer d'Henri-Georges Clouzot de Serge Bromberg et Ruxandra Medrea : Odette

### Télévision
- 1996-1999 : Un et un font six (série télévisée) : Sophie
- 1996 : Histoires d'hommes d'Olivier Langlois (Téléfilm) : Laurence
- 1997 : Julie Lescaut : Abus de pouvoir (série télévisée) Épisode 24 : Lila
- 1997 : Le juge est une femme (série télévisée) : Raphaelle Fauvet-Colombin
- 1999 : Sapajou contre Sapajou d'Élisabeth Rappeneau (Téléfilm) : Emma Verdier
- 2002 : Vertiges de Jérôme Cornuau (série, épisode Koan) : Margo
- 2005 : Nuages de Alain Robillard, (Téléfilm), produit par Barjac production
- 2008 : Sa raison d'être de Renaud Bertrand (Téléfilm) : Fabienne
- 2014-2015 : Frères d'armes, série télévisée historique de Rachid Bouchareb et Pascal Blanchard : présentation de Roustam Raza

### Doublage
- 2012 : Rebelle de Mark Andrews et Brenda Chapman : Mérida
- 2018 : Funan de Denis Do : Mère
- 2018 : Ralph 2.0 (VF) / Ralph brise l'Internet : Les Mondes de Ralph 2 (VQ) de Rich Moore et Phil Johnston : Mérida (version française et québécoise)

## Théâtre
- 1999 : L'Opéra de quat'sous de Bertolt Brecht, mise en scène Steve Kalfa, Théâtre des Champs-Élysées
- 2016 : Tout ce que vous voulez de Matthieu Delaporte et Alexandre de La Patellière, mise en scène Bernard Murat, Théâtre Édouard-VII
- 2017 : Trois sacres, spectacle de Sylvain Groud, Centquatre-Paris et Le 13ème Art, Paris
- 2024 : Les gens de Bilbao naissent où ils veulent de Maria Larrea, mise en scène Johanna Boyé, Studio-Marigny

## Narration de livre audio
- 2017 : Le Fabuleux Voyage d'Arwenn (livre-CD) de Charlotte Courtois, éd. des Braques - Narratrice

## Distinctions

### Récompenses
- Lumières 2011 : Prix Lumières de la meilleure actrice pour The Artist
- Hollywood Spotlight Awards 2012 : meilleure actrice dans un second rôle pour The Artist
- Étoiles d'or 2012 : meilleure actrice pour The Artist
- Festival Capri-Hollywood 2012 : Meilleure actrice pour The Artist
- Festival international du film de Santa Barbara 2012 : Cinema Vanguard Award pour The Artist
- Prix Romy-Schneider 2012
- Women Film Critics Circle 2012 : meilleur couple à l'écran avec Jean Dujardin pour The Artist
- Phoenix Film Critics Society 2012 : meilleure actrice dans un second rôle pour The Artist
- St. Louis Gateway Film Critics Association 2012 : meilleure actrice dans un second rôle pour The Artist
- César 2012 : César de la meilleure actrice pour The Artist
- Festival de Cannes 2013 : Prix d’interprétation féminine pour Le Passé
- Festival international du film de Palm Springs 2014 : Meilleure actrice dans un film en langue étrangère pour Le Passé
- Festival du film de Sarlat 2014 : Prix d'interprétation féminine pour The Search

### Nominations
- César 2001 : César du meilleur espoir féminin pour Meilleur Espoir féminin
- Washington D.C. Area Film Critics Association 2012 : meilleure actrice dans un second rôle pour The Artist
- Golden Globes 2012 : Golden Globe de la meilleure actrice dans un second rôle pour The Artist
- Screen Actors Guild Awards 2012 : Screen Actors Guild Award de la meilleure actrice dans un second rôle pour The Artist
- Screen Actors Guild Awards 2012 : Screen Actors Guild Award de la meilleure distribution pour The Artist
- Alliance of Women Film Journalists 2012 : meilleure actrice dans un second rôle pour The Artist
- Broadcast Film Critics Association 2012 : meilleure actrice dans un second rôle pour The Artist
- Dallas-Fort Worth Film Critics Association 2012 : meilleure actrice dans un second rôle pour The Artist
- Detroit Film Critics Society Award 2012 : meilleure actrice dans un second rôle pour The Artist
- Georgia Film Critics Association Award 2012 : meilleure actrice dans un second rôle pour The Artist
- San Diego Film Critics Society 2012 : meilleure actrice dans un second rôle pour The Artist
- BAFA 2012 : BAFTA de la meilleure actrice pour The Artist
- Oscars 2012 : Oscar de la meilleure actrice dans un second rôle pour The Artist
- César 2014 : César de la meilleure actrice pour Le Passé